# مرفق غربی
مِرفَق غربی (آرنج باختری) یا مو ذات‌الکرسی یک ستاره است که در صورت فلکی ذات‌الکرسی قرار دارد.